# Арнолд II фон Щайн
Арнолд II фон Щайн (на немски: Arnold II, Herr von Stein-Elsloo; † сл. 1274) е господар на Щайн и на Елзлоо в Лимбург, Нидерландия.

## Произход
Той е син на Арнолд I фон Щайн († 1265) и съпругата му Маргарета († сл. 1265). Внук е на Херман фон Елзлоо († 1231) и правнук на Арнолд II фон Елзлоо († сл. 1208) и Бецела.

## Фамилия
Арнолд II фон Щайн се жени за Елизабет фон Лимбург-Моншау († сл. 1265), дъщеря на Валрам II фон Моншау († 1242) и графиня Елизабет фон Бар († 1262). Те имат един син:
- Арнолд III фон Щайн († сл. 1296), женен за фон Фалкенбург, дъщеря на Дитрих II фон Фалкенбург († 1268) и Алайдис фон Лоон (* ок. 1242)